# Эстландер, Густаф
Густаф Эстландер (фин. Gustaf Estlander, 18 сентября 1876 — 1 декабря 1930) — финский архитектор, дизайнер спортивных яхт и конькобежец.

## Спортивная карьера
Участник чемпионатов мира (1896, 1898 года) и Европы (1897, 1898, 1899 годов) по конькобежному спорту (выступал за сборную России). Чемпион Европы-1898 в Гельсингфорсе (Россия), где Густав Эстландер выиграл все четыре дистанции, став абсолютным победителем европейского первенства. Ещё три раза он поднимался на вторую ступень пьедестала почета на чемпионате мира-1896 в Санкт-Петербурге (Россия) и чемпионатах Европы 1897 и 1899 годов.

## Достижения в конькобежном спорте
| турнир                            | дата                 | город           | 500 м    | 1500 м     | 5000 м      | 10000 м     | место     |
| --------------------------------- | -------------------- | --------------- | -------- | ---------- | ----------- | ----------- | --------- |
| 4-й чемпионат мира — многоборье   | 7 — 8 февраля 1896   | Санкт-Петербург | 53,8 (3) | 2.44,2 (2) | 9.42,4 (2)  | 19.57,4 (2) | (2)       |
| 5-й чемпионат Европы — многоборье | 12 — 13 января 1897  | Амстердам       | 51,4 (2) | 2.45,8 (2) | 10.12,8 (2) | 20.15,2 (2) | (2)       |
| 9-й чемпионат России — многоборье | 15 февраля 1897      | Москва          | -        | 2.58,0 (1) | 10.49,7 (3) | -           | без места |
| 6-й чемпионат мира — многоборье   | 6 — 7 февраля 1898   | Давос           | 47,6 (3) | 2.29,8 (3) | 9.15,0 (5)  | 18.55,8 (3) | (3)       |
| 6-й чемпионат Европы — многоборье | 19 — 20 февраля 1898 | Гельсингфорс    | 49,2 (1) | 2.36,8 (1) | 9.28,8 (1)  | 19.21,4 (1) | 1         |
| 7-й чемпионат Европы — многоборье | 16 — 17 января 1899  | Давос           | 49,4 (3) | 2.38,8 (2) | 9.26,8 (2)  | 19.32,4 (3) | (2)       |